# Diane Webber
Pour les articles homonymes, voir Webber.
Marguerite Diane Webber (ou Diane Webber ou Marguerite Empey ; 29 juillet 1932 - 10 août 2008) est une danseuse, actrice, modèle de charme américaine. Elle fut, à deux reprises, l'une des premières playmates de Playboy.

## Biographie
Elle est née à Los Angeles, fille de l'actrice Marguerite Andrus, ancienne reine de beauté, et de Arthur Guy Empey, un ancien militaire ayant servi sous les drapeaux britannique et américain pendant la Première Guerre mondiale, beaucoup plus âgé, et devenu par la suite écrivain, parolier et producteur de cinéma.
Ses parents se séparent puis divorcent quand elle a 5 ans. Elle apprend la danse auprès d'une ballerine russe, Maria Befefi puis intègre la troupe du night-club Bimbo's 365 Club (en) de San Francisco. Il lui apparaît assez vite qu'elle aurait plus d'avenir en tant que modèle pour des photos de nu que dans le milieu de la danse.
En 1955 elle épouse Joe (Joseph) Webber qui est technicien de cinéma.
Elle et son mari ont un goût commun pour le nudisme et le pratiquent avec enthousiasme.
Découverte par Tom Kelley (en), le photographe du fameux calendrier présentant la photo nue de Marilyn Monroe qui ornait le tout premier numéro de Playboy, elle pose deux fois comme playmate pour le magazine Playboy sous son nom de jeune fille Marguerite Empey, en mai 1955 et février 1956.
Dans les premières années du magazine qui vient d'être fondé et peine encore à recruter des modèles, seules trois autres femmes sont apparues dans plusieurs numéros distincts : Marilyn Waltz (2 ou 3 fois : avril 1954, avril 1955, peut-être février 1954 sous le nom de Margaret Scott), Janet Pilgrim (3 fois : juillet et décembre 1955, octobre 1956), Margie Harrison (2 fois : janvier et juin 1954).
Les photos pour l'article de février 1956 sont prises par Russ Meyer (elle est alors enceinte de son fils John). Russ Meyer l'a présentée sous son nom de femme mariée, et l'on ne s'apercevra que plus tard que Diane Webber et Marguerite Empey sont une seule et même personne.
Elle pose également pour différents magazines nudistes, souvent de façon gratuite. Outre Russ Meyer, Diane Webber pose pour de nombreux photographes célèbres tels que Keith Bernard, Peter Gowland, Bunny Yeager ou Stanley Dorie.
Ses photos ornent aussi les pochettes de plusieurs disques musicaux : Jewels of the Sea de Les Baxter, Sea of Dreams de Nelson Riddle, Jazz For Relaxation de Marty Paich, Chile con Cugie et l'album adapté en japonais de Bedtime par Seiji Hiraoka et son quartette.
En 1965, Diane se rend à Sioux City dans l'Iowa, à la demande d'un avocat, pour y témoigner lors d'un procès relatif à l'envoi par courrier postal de magazines nudistes prétendument obscènes. De fait, elle s'y montre très déterminée à défendre et promouvoir le nudisme.
Naked & Together: The Wonderful Webbers, livre de June Lange édité par Elysium Inc en 1967, illustre le mode de vie, dédié au nudisme, de Diane et Joe Webber.
De 1969 à 1980, Diane Webber se consacre entièrement à l'enseignement de la danse du ventre à Van Nuys, près de Los Angeles. De temps à autre elle pratique elle-même cette danse, accompagnée de ses meilleures élèves et d'un orchestre interprétant de la musique du Moyen Orient, dans divers lieux autour de Los Angeles. Elle fonde Perfumes of Araby (Parfums d'Arabie), l'une des toutes premières troupes américaines spécialisées dans la danse orientale. Ses spectacles sont extrêmement sensuels, mais pas choquants. Nombre de femmes et d'enfants y assistent. Pendant plusieurs années, elle organise des spectacles en plein air comprenant jusqu'à 40 danseuses orientales.
Au cinéma, elle joue dans plusieurs films, et elle participe aussi à plusieurs séries télévisées.
Diane et Joe Webber divorcent en 1986. Elle meurt le 19 août 2008 à Los Angeles, âgée de 76 ans, des suites de complications survenues après une opération pour un cancer du côlon. Son corps a été incinéré.
Elle est largement citée dans le livre de Gay Talese, Thy Neighbor's Wife (1981). Lors de l'écriture du livre, Gay Talese avait pu interviewer Diane Webber dans sa maison de Malibu. Dès le premier chapitre, un des personnages principaux, Harold Rubin, admire une de ses photos, allongée nue dans le désert qui lui servira de fantasme masturbatoire ; la description de cette photo (à voir ici) constitue les premières lignes du livre :
« She was completely nude, lying on her stomach in the desert sand, her legs spread wide, her long hair flowing in the wind, her head tilted back with her eyes closed. She seemed lost in private thoughts, remote from the world, reclining on this wind-swept dune in California near the Mexicanborder, adorned by nothing but her natural beauty. »
(« Elle était intégralement nue, couchée sur le ventre sur le sable du désert, jambes écartées, ses longs cheveux flottant au vent, la tête rejetée en arrière avec les yeux fermés. Elle semblait perdue dans ses pensées, loin du monde, inclinée sur cette dune californienne balayée par le vent près de la frontière mexicaine, avec pour seule parure sa beauté naturelle. »)
Le second chapitre du livre lui est entièrement consacré. Il raconte la jeunesse de Marguerite Empey qui, jeune danseuse, accepte sans vraiment le chercher, de poser nue pour un professeur d'art à Berkeley avant de se prendre réellement au jeu au point de solliciter de nombreux photographes et de devenir rapidement leur modèle préféré pour des photos de nu,. Selon Gay Talese, Diane Webber allait devenir « la femme nue la plus photographiée de l'histoire » (history's most photographed nude woman).

## Apparitions dans les numéros spéciaux dePlayboy
- Playmates - The First 15 Years (1983), page 14
- Calendar Playmates (Novembre 1992), page 3
- Pocket Playmates (1953-1964) (1995-1996), pages 84, 87
- Facts & Figures (Octobre 1997), page 53
- Centerfolds Of The Century (Avril 2000), page 46
- Celebrating Centerfolds Vol. 5 (Mai 2000), page 57

## Filmographie
- 1974 : The Trial of Billy Jack : le professeur de danse du ventre
- 1969 : The Witchmaker : la danseuse de Tanger
- 1968 : Sinthia, the Devil's Doll : la maîtresse de maison
- 1966 : The Swinger (non créditée) : le modèle n° 12
- 1962 : Mermaids of Tiburon (en) : la reine des sirènes
- 1962 : This Is My Body : elle-même